# José Fernandes Filho
José Fernandes Filho foi um político brasileiro do estado de Minas Gerais. Foi deputado estadual em Minas Gerais, durante o período de 1955 a 1963 na 3ª

e na 4ª legislatura
, respectivamente pelo PSD e pelo PDC. Atuou como deputado na suplência do legislativo mineiro na legislatura seguinte

(1963-1967).